# Ferula varia
Ferula varia o Ferula schair, es una especie de la familia de las apiáceas.  

## Propiedades
Ferula varia contiene la flavona cynarosida.

## Taxonomía
Ferula varia fue descrita por (Schrenk) Trautv. y publicado en Bull. Soc. Nat. Mosc. xxxix. (1866) I. 325.
Sinonimia
- Ferula schair I.G.Borshch.
- Ferula schair Borszcz.
- Peucedanum shair Baill.	[3]